# Wolfgang J. G. Jung
Wolfgang Johann Gustav Jung (* 1948 in Bremen; † 7. April 2020 auf La Palma) war ein deutscher Filmemacher, Kameramann und Lehrbeauftragter für Filmgestaltung.

## Werdegang
Motiviert durch den Rat seines Vaters, eines Foto-Drogisten, machte Jung 1968–1969 eine moderne Fotoausbildung in S/W- und Farbgestaltung an zwei Schulen in Hamburg und München. Als Kamera-Assistent bei Radio Bremen sammelte er 1969–1971 praktische Erfahrungen in der aktuellen Berichterstattung als Assistent mit Dreherlaubnis im Dokumentarfilm- und Feature-Bereich und als Schärfenassistent im Spielfilm-Sektor auf 16 + 35 mm Filmmaterial. Das Studium an der Deutschen Film und Fernseh-Akademie Berlin dffb von 1971 bis 1976 bot ihm eine experimentelle Horizonterweiterung auf die Regiearbeit und die Filmmontage sowie die Möglichkeit zur Realisierung von zwei sozialpolitisch engagierten filmischen Jahresarbeiten. Der Studienabschluss erfolgte mit einem Diplom als Kameramann, Autor, Regisseur und Produzent.
Der Abschlussfilm: „Den Kindern das Wort geben“ über die Freinet-Pädagogik in Frankreich war seine erste Langzeit-Dokumentation. Der dreiteilige Dokumentarfilm erzählt, wie sich die Schüler einer vierten Grundschulklasse im Elsass mit Hilfe ihres Lehrers von der traditionellen Frontal-Unterrichts-Pädagogik emanzipieren und wirklich für IHR leben lernen / 178 Min. / Prädikat der Filmbewertungsstelle: „besonders wertvoll“.
Seine Arbeit als freier Kameramann seit 1971 brachte ihn nach dem Studium immer wieder in Kooperationskontakt mit ehemaligen dffb-Studenten, wie Rainer Etz, Jörg Gfrörer oder Lothar Schuster und Barbara Kasper, mit denen er engagierte Dokumentarfilme realisierte.
Als Autor und Regisseur fiel er nach ersten Erfolgen beim NDR und WDR unter das sogenannte Prognoseverfahren, das sich gegen mögliche Festanstellungsklagen von freien Mitarbeitern richtete und eine kreative, freie Mitarbeit stark einschränkte. Deshalb gründete er die Delfin Film Produktion, mit der er ab 1981 Auftragsproduktionen für Dokumentarfilme und Doku-Fiktion-Projekte mit 30 bis 90 Minuten Länge auf Film und digitalen Formaten realisierte.
Sein Lehrauftrag für praktische Medienarbeit in Zusammenarbeit mit dem Medienwissenschaftler Professor Irmbert Schenk an der Universität  Bremen (1973–1984) im Fachbereich Kommunikation / Ästhetik – Praktische Medienarbeit förderte in ein- bis dreisemestrigen Workshops die praktische Medienkompetenz von Lehrer- und Sozialarbeiter-Studenten. Angestoßen durch das Freinet-Pädagogik-Filmprojekt gab es in Zusammenarbeit mit dem Pädagogen Johannes Beck und dem Literaturwissenschaftler Heiner Boehncke filmische Erkundungsangebote für deren Studenten im Bremer Alltag. 1983 zum Beispiel „50 Jahre Bücherverbrennung“ – eine dadaistische Videokollage in Zusammenarbeit mit Schauspielern vom Bremer Theater am Goetheplatz.
1983–2012 hatte er einen Lehrauftrag an der Hochschule für Gestaltung Schwäbisch Gmünd für praktische Grundlagen der Kameraführung, Filmsprache, Filmanalyse und Postproduktion. Es erfolgte eine Betreuung von Grafik-Design Studenten bei filmischen Semester- und Abschlussarbeiten.
Jung leistete 1977–1983 Mitarbeit als Kameramann, Autor und Regisseur bei wissenschaftlichen Filmprojekten im Kooperationsbereich Arbeiterkammer Universität Bremen in Zusammenarbeit mit Günther Hörmann bei 5 Filmen als Begleitung soziologischer Forschungen zur Werftarbeit in Norddeutschland. 1980–1983 „oral history“ – Studie über ca. 20 Video-Filme mit Jörg Wollenberg zum Thema „Arbeiter-Widerstand gegen das Hitler-Regime in Bremen“.
Er stand an der Kamera bei Filmen mit Günther Hörmann: Lernen ohne Zwang – Ein Versuch, Schule anders zu machen (1977) / Film über Albstadt-Ebingen 1980 / Das gewöhnliche Leben der Menschen aus A. (1982) / Wir saßen einst in einem Boot, der Käptn lebt, die Mannschaft tot (1982) / Sturz durch Träume-André Hellers Feuerbilder am Reichstag in Berlin (1986) / Geb. 1899 Alfred Sohn-Rethel (1988) / Als einzig überlebender Offizier seines Regiments (1991) / Zum Abschied das Deutschlandlied (1993) / A car is a car (1994).
Am 7. April 2020 verstarb Wolfgang Jung an den Folgen einer Krebserkrankung.

## Filmografie (Auswahl)
- „Zehn  Tage mit Josephine“ (1976) 45 Min. TV-Dokumentarfilm / Kamera / Regie Rainer Etz / ARD und Dritte Programme
- „Die  Pädagogik des Célestin Freinet“ (1977) 45 Min. TV-Dokumentarfilm / Buch, Regie, Kamera  / SFB und BR
- „Lernen  ohne Zwang“ (1977) über den Glocksee Schulversuch  / 60 Min. Dokumentarfilm / Kamera / Regie Günter Hörmann in Zusammenarbeit mit  Alexander Kluge und Oskar Negt
- „Der Aufmacher – Günter Wallraff  bei BILD“ (1977) Kamera / Regie Jörg Gfrörer / 78 Minuten  Kinofilm / 54 Minuten Dokumentarfilm WDR
- „Nur noch die Hälfte wert“  (1978–1979) Kamera, Coautor / 120 Min. TV-Doku  „Kleines  Fernsehspiel“ (ZDF) Regie Thomas Mitscherlich  und Günther Hörmann
- „Wir riefen Arbeitskräfte und es kamen Menschen“ (1980–1981) 45 Min.  TV-Doku / Buch, Regie, Kamera, Produktion/ SDR-SWR-BR und 15 Min. Kurzfilm  / Kurzfilmtage Oberhausen / Duisburger Filmwoche
- „Ich war schon so weit, dass ich verkaufen wollte“ (1983–1984) Langzeitdokumentation über einen deutschen Mandelbauern auf Korsika / 54 Min. Kamera, Buch, Regie für SWR/ BR/ 3SAT/ NDR /
- „Ohnmacht oder Widerstand“ – über die Langzeitfolgen einer Dioxin-Vergiftung (1984–1986) 88 Minuten / Dokumentarfilm / Buch, Regie, Kamera, Schnitt und Produktion realisiert mit Hamburger Film-Förderung / WDR/ HR  // Festivals:  Ökomedia Freiburg  / Duisburger Dokumentar-Filmwoche / Internationales Ökofilmfest  in  La Rochelle (F)
- „Wir mussten oft gegen den Strom schwimmen“ (1986) Dokumentation über Ökowinzer an der Mosel / 45 Min. – Kamera, Buch, Regie / SWF-SDR-NDR-BR
- „Von der Liebe zu einer eiskalten Sache“ (1987–1988) über eine italienische Eismacher Familie / 45 Minuten / Autor, Regie, Kamera, Schnitt, Produktion / SDR / WWF / BR / NDR / WDR / HR
- „B 31 – Straße des Leidens“ (1989) SWF Reihe Menschen und Straßen / 45 Minuten / Kamera / Regie Heidi Knott, Horst Hamm
- „Annäherungen an Walter Reuter“  (1990–1991) Dokumentarfilm  Mexiko/Deutschland / 70 Min. Kino / SDR/SWR / Kamera / Regie Lothar Schuster / Festivals: Duisburger Doku Filmwoche, Leipziger Dokumentarfilmtage und Goethe-Institute in Spanien + Mexico
- „Mein Leben zwischen Jazz, Malerei und Grafik“ (1992–1993) ein Jahr mit dem Stuttgarter Jazz-Trompeter Herbert Joos / Kamera, Buch und Regie 45 Min.-TV-Dokumentation SDR/SWF/ BR und LUPE-Programm Kinos
- „Erinnerungen an Stalingrad“ (1993–1994) vier Zeitzeugen Filme 15 + 45 Minuten, Kamera / Regie: Günther Hörmann /Alexander Kluge /  SAT 1+ RTL
- „Im Zeichen der Liebe“ (1994) über das Zusammenleben mit Behinderten in der Camphill Dorfgemeinschaft Hermannsberg[2]  45 Minuten / Kamera, Buch Regie, Schnitt, Produktion / SDR-SWF
- „Das  Lernen  lieben“ (1998–2001) zweiteiliges Imagefilmprojekt über Waldorf -Pädagogik und ihre Lehrerausbildung realisiert für den Bund der Freien Waldorfschulen / 75 und 55 Minuten / Buch, Regie, Kamera, Schnitt, Produktion
- „Die Farben der Seele“ (1997–1998) deutsch-spanischer Dokumentarfilm über den palmerischen Maler, Architekten, Musiker Luis Morera 85 Minuten, La Palma – Canarias / Kamera, Buch, Regie, Schnitt, Produktion
- Reportagen für die SWR-Reihe „Schlaglicht“ (2001-05)
  - „Heiße Kufen, kalte Schnauzen“ – Deutschlands erste Schlitten-Hundefahrschule
  - „Der große Herr Klein“ – mit 2,23 m unterwegs
  - „Der Mäusepalast“ – innovative Genforschung
  - „Gegengift“ – über die Arbeit der Giftnotruf Zentrale in München
- jeweils 30 Minuten / Buch / Regie  (z. T. auch Kamera) / SWR, NDR, WDR, HR, 3SAT, Phoenix.
- SWR Reihe Betrifft...  „alt werden auf La Palma“ (2004) 45 Minuten / Co-Kamera, Buch, Regie / SWR, NDR, WDR, Phoenix, 3SAT
- „Magische Orte – Granada – Zauber aus 1001 Nacht“ (2004) 45 Minuten Kamera / Regie Martin Thoma / für ARTE – Entdeckungen und ZDF Reiselust und 3 SAT
- 15 Workshops für fiktionalen Kurzfilm (2005-09) mit Schülern auf La Palma-Canarias im Auftrag der Inselregierung / Titel: „Lernen in Bildern zu denken“
- „Gut in Form“ – Spurensuche im Lebenswerk von Karl Dittert (2008-09) DVD Projekt zum 100-jähr. Bestehen der Hochschule für Gestaltung Schwäbisch Gmünd und deren Gründungsrektor 115 Min. / Autor / Kamera/ Regie / Produktion
- „Mit der Natur für ökologische Spitzenweine“ (2009-10) für den ECOVIN Bundesverband Weinbau e.V. / 65 Minuten / Autor, Kamera, Regie, Produktion
- „Von der Frucht zum Saft“ (2011) Öko-Imagefilm und Internet Projekt für die Beutelsbacher Fruchtsaftkelterei zu Demeter Qualität und nachhaltigem Produktionsmanagement /30 Minuten / Kamera, Regie, Autor, Produktion
- „Hermannsberg Film Mosaik“[3] (2011–2013) 15 Filme über die Philosophie der Camphill Dorfgemeinschaft und ihre zukunftsorientierte Arbeit mit Behinderten präsentiert auf der HB-Website, Länge der Filme ca. 120 Minuten / Autor, Kamera, Regie
- „Bioland 2042 – ein Blick in die Zukunft“ (2012) fiktionales Ökoweinbau Film Projekt, Länge ca. 20 Minuten / Buch, Regie, Kamera, Produktion
- „Blick aus den Wolken – Flug über La Palma“[4] (2013–2017) Konzeption und Realisierung der interaktiven Website zur kulturellen und kulinarischen Erkundung der westlichsten Kanareninsel / aktuell 55 Events / Web-Design Roland Barth / links: fluglapalma.de // flightlapalma.de // vuelolapalma.de
- „Reise ins Unerwartete“[5][6] (DVD, 2014) Spurensuche über 400 Jahre Fama Fraternitatis – die Rosenkreuzer Manifeste und die Frage nach den Wurzeln einer europäischen Spiritualität im Auftrag der Stiftung Rosenkreuz in D und CH Länge ca. 95 Minuten, als DVD übersetzt in 10 Sprachen / Ko-Regie, Kamera, Schnitt, Produktion
- „Ceres Urtinkturen“ (2015–2016) von der Heilpflanze zur ganzheitlichen Arznei – Ceres Heilmittel Imagefilm Projekt / 120 Minuten Regie, Kamera, Schnitt, Produktion / Autor Reinhard Eichelbeck
- „Hermannsberg Film Mosaik II“[7] (2017–2018) Aktualisierung des Website-Projekts mit 10 neuen Filmen / Buch, Regie, Kamera, Produktion

## Verleiherfahrungen mit eigenen Filmen, dem Vertrieb eigener Projekte und Imagefilme im Internet (Auswahl)
- „Den Kindern das Wort geben“ (1978 bis 1988) drei Filmteile mit einer Gesamtlänge von 178 Minuten.

Verleih Arbeit auf 16 mm in Kooperation mit Zentral Filmverleih Hamburg, Dokumentarfilm Verleih Wien, Freunden der Kinemathek Berlin und Igelfilm Hamburg und im Selbstverleih auf VHS-Kassetten, ab 1981 über die eigene Firma Delphin Filmproduktion und Verleih.
Vertrieb des Films durch Kopien- und Lizenzverkäufe an: Universität Bremen, Universität Graz auf 16 mm und auf VHS-Kassetten an die Lehrerkooperative Bremen, die GEW (Gewerkschaft Erziehung und Wissenschaft Hamburg), und zahlreiche Schulen und Freinet Initiativen im Bundesgebiet.
- „Wir riefen Arbeitskräfte und es kamen Menschen“ (1981–1982).

2 Filme 45 und 14 Minuten auf 16 mm
Filmverleih 16 mm bundesweit in Kooperation mit dem CON Verleih Bremen. Festivalbetreuung: Uraufführung von Film 1 auf der Duisburger Filmwoche 1982 und von Film 2 auf den Internationalen Kurzfilmtagen Oberhausen 1982. Filmverleih und -vertrieb auf VHS-Kassetten für Bundesrepublik und Österreich durch die eigene Firma Delphin Film.
- „Ohnmacht oder Widerstand“(1986)

Über die Langzeitfolgen einer Dioxinvergiftung, Länge 88 Minuten
Festivalbetreuung 1987: Uraufführung Ökomedia Freiburg, Duisburger Filmwoche, internationales Ökofilmfest in La Rochelle Frankreich, Hamburger Filmwoche. Verleih und Vertrieb über die eigene Firma Delphin Film auf VHS-Kassetten.

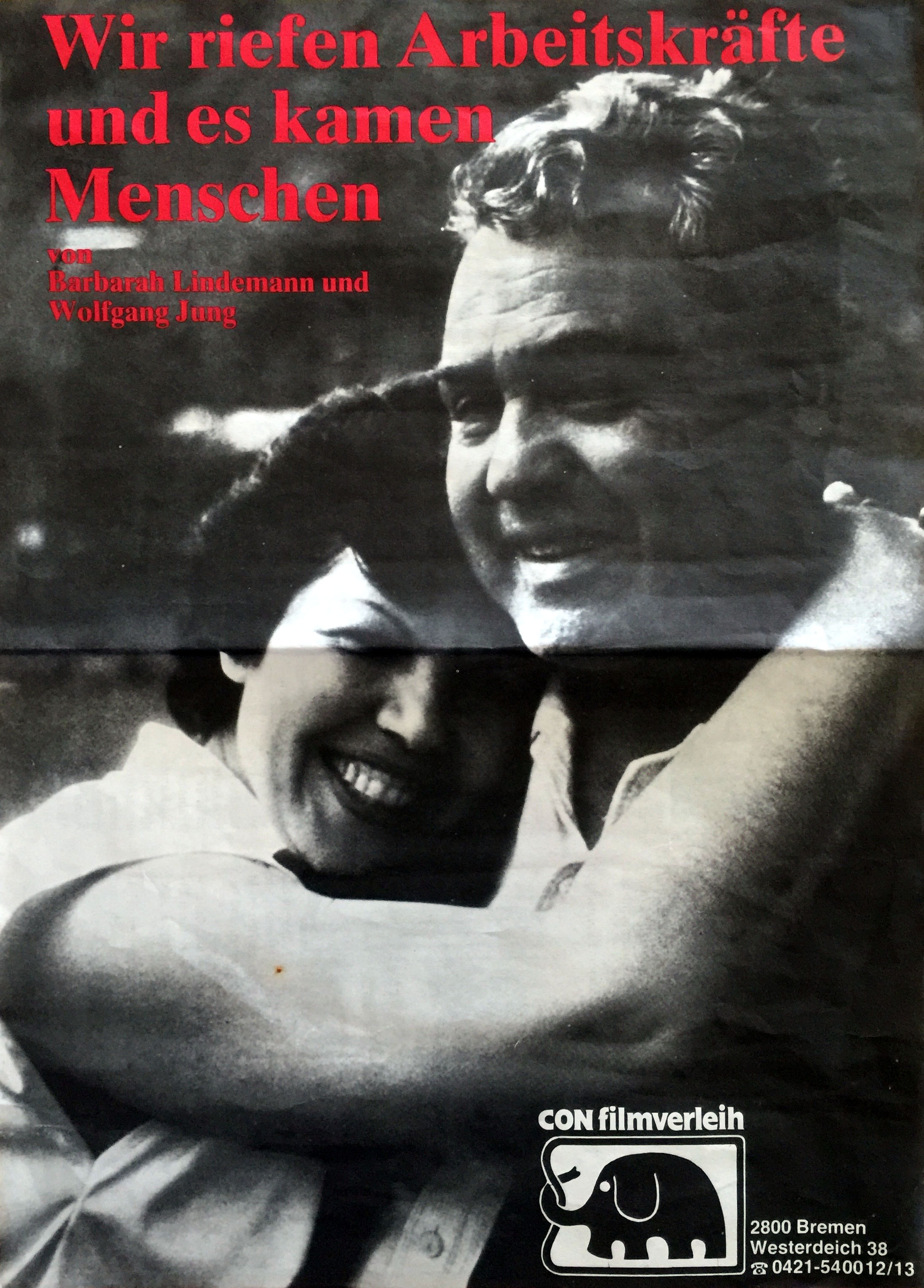
„Wir riefen Arbeitskräfte und es kamen Menschen“ (1981)
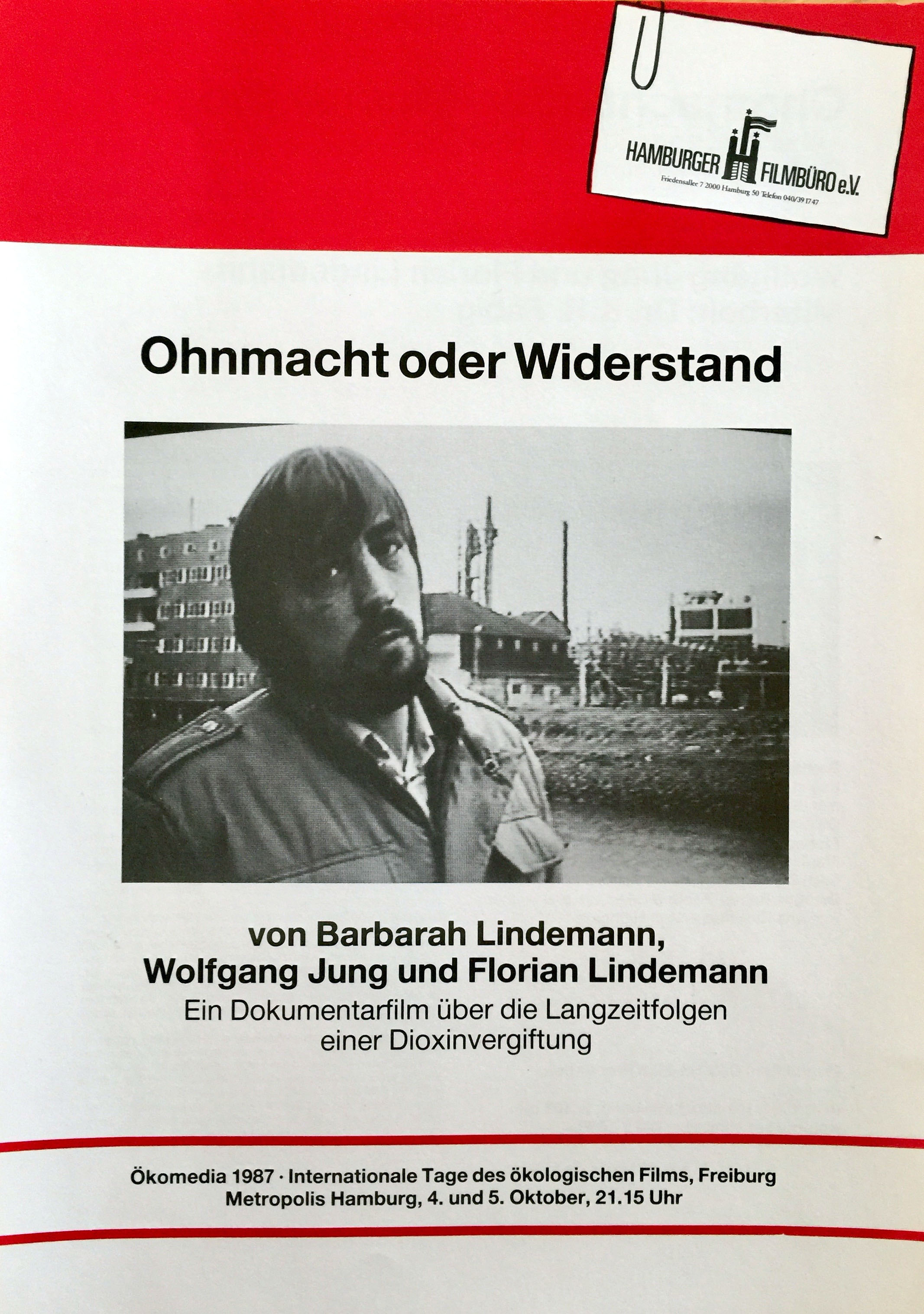
„Ohnmacht oder Widerstand“ (1986) Flyer S. 1
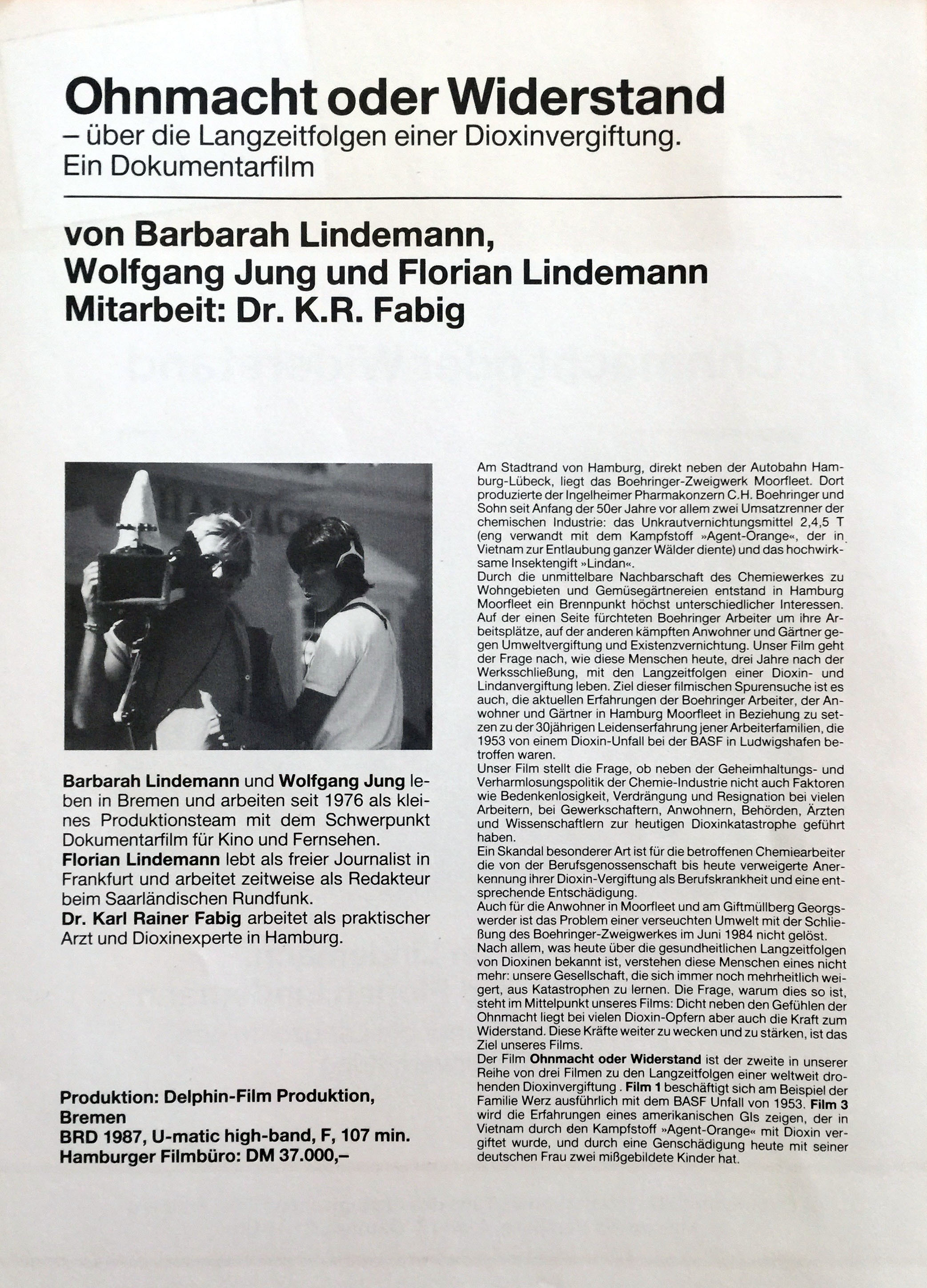
„Ohnmacht oder Widerstand“ Flyer S. 2

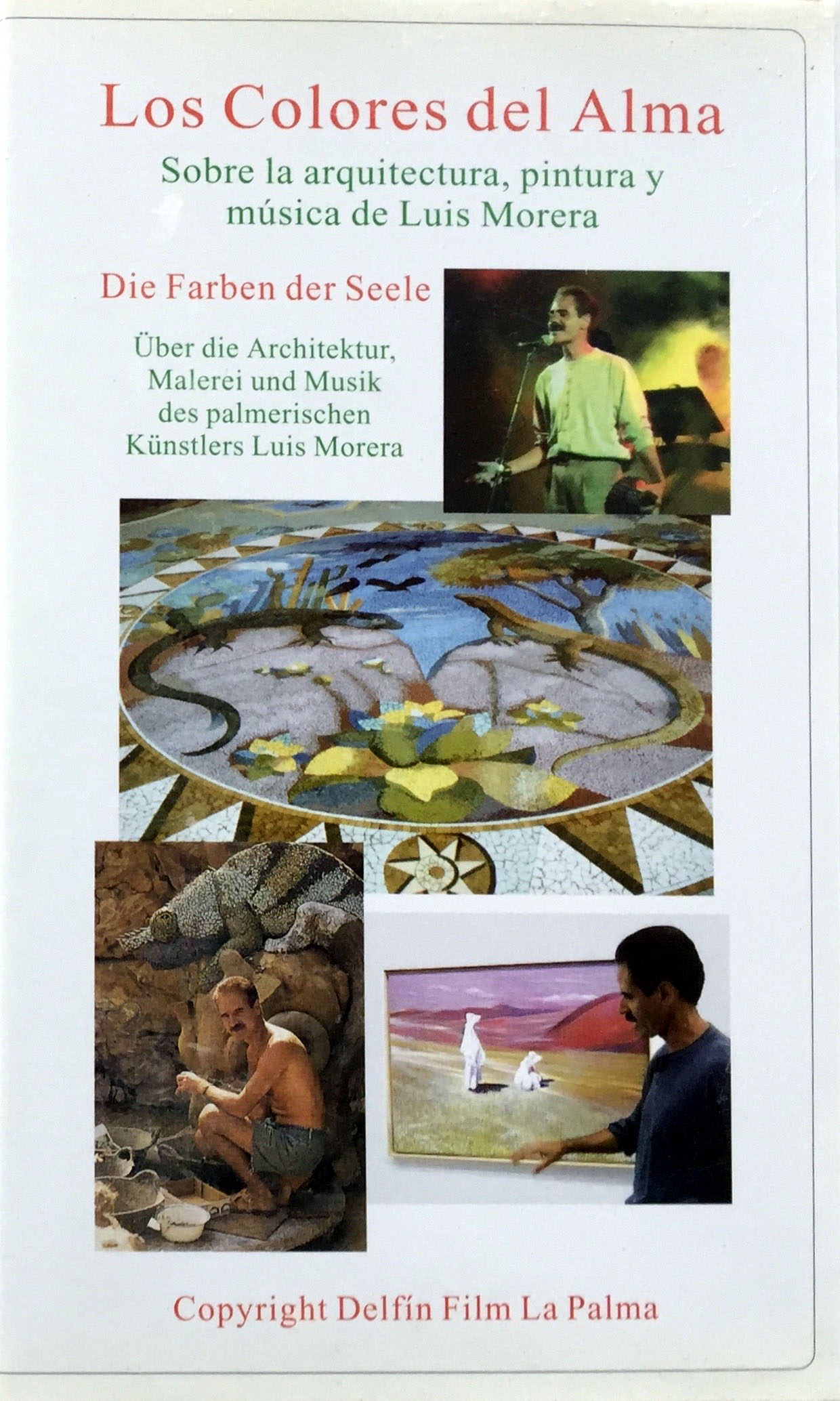
„Die Farben der Seele“ (1998)

- „Die Farben der Seele“ (1997–1998) deutsch-spanischer Dokumentarfilm über den palmerischen Maler, Architekten und Musiker Luis Morera, Länge 88 Minuten. Uraufführung Filmfestival La Palma 1998. Vertrieb auf VHS-Kassetten durch die eigene Firma Delfìn Film La Palma.

Verlagerung der Verleih- und Vertriebsarbeit ins Internet, begleitet durch den Verkauf von DVDs an interessierte Zuschauer:
- „Mit der Natur für ökologische Spitzenweine“ (2009-10) 6 Filme insgesamt 65 Minuten als DVD, auf Youtube und auf der Website von ECOVIN dem Bundesverband Weinbau e.V. https://www.ecovin.de/sehen/film
- „Hermannsberg Filmmosaik“ (2011 bis 2019)

25 Filme über die Philosophie der Camphill Dorfgemeinschaft Hermannsberg und ihre Arbeit mit Behinderten / interaktives Angebot auf der Hermannsberg Website mit einer Gesamtlänge ca. 180 Minuten.
- „Blick aus den Wolken – Flug über La Palma“ (2013–2019)

Konzeption und Realisierung der dreisprachigen, interaktiven Website zur kulturellen und kulinarischen Erkundung der westlichsten Kanareninsel / aktuell mit 65 Events / Web-Design Roland Barth.

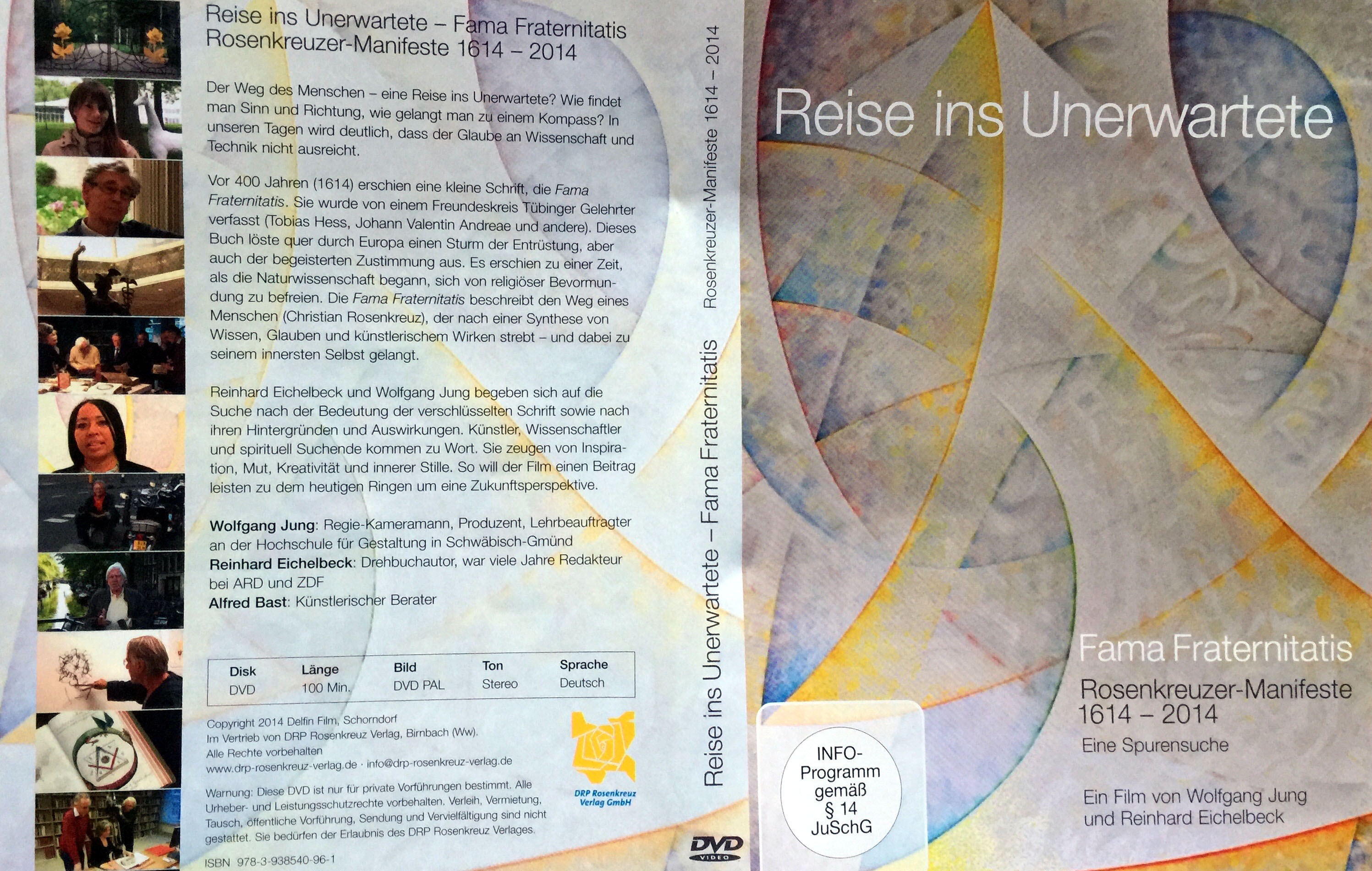
„Reise ins Unerwartete“ (2014)

- „Reise ins Unerwartete“ (2013–2017)

Spurensuche über 400 Jahre Fama Fraternitatis, zusammen mit Reinhard Eichelbeck (Drehbuch) – die Rosenkreuzer Manifeste und die Frage nach den Wurzeln einer europäischen Spiritualität im Auftrag der Stiftung Rosenkreuz in Deutschland und der Schweiz, Länge ca. 95 Minuten. Vertrieb der deutschen DVD und international auf DVD übersetzt in 10 Sprachen.